# City-S-Bahn, Hamburg
| Straight track |

| Unknown BSicon "STR+l" | Unknown BSicon "ABZgr" |  |

| Unknown BSicon "tSTRa" | Straight track |  |

| Unknown BSicon "tSBHF" | Unknown BSicon "SBHF" |  |

| Unknown BSicon "tSTRe" | Straight track |  |

| Unknown BSicon "ABZqlr" | Junction both to and from right |  |

| Unknown BSicon "tSTRa" |

| Unknown BSicon "tSHST" |

| Unknown BSicon "tSHST" |

| Unknown BSicon "tSHST" |

| Unknown BSicon "tSHST" |

| Unknown BSicon "tSHST" |

| Unknown BSicon "tSBHF" |

| Unknown BSicon "tSTRe" |

| Unknown BSicon "ABZgl" |

| Junction both to and from right |

| Unknown BSicon "SBHF" |

| Straight track |

| Straight track |

| Unknown BSicon "STR+l" | Unknown BSicon "ABZgr" |  |

| Unknown BSicon "tSTRa" | Straight track |  |

| Unknown BSicon "tSBHF" | Unknown BSicon "SBHF" |  |

| Unknown BSicon "tSTRe" | Straight track |  |

| Unknown BSicon "ABZqlr" | Junction both to and from right |  |

| Unknown BSicon "tSTRa" |

| Unknown BSicon "tSHST" |

| Unknown BSicon "tSHST" |

| Unknown BSicon "tSHST" |

| Unknown BSicon "tSHST" |

| Unknown BSicon "tSHST" |

| Unknown BSicon "tSBHF" |

| Unknown BSicon "tSTRe" |

| Unknown BSicon "ABZgl" |

| Junction both to and from right |

| Unknown BSicon "SBHF" |

| Straight track |

City-S-Bahn i Hamburg är en 5750 meter lång pendeltågstunnel under centrala Hamburg som trafikeras av Hamburgs S-Bahn. Tunneln går från centralstationen Hamburg Hauptbahnhof och västerut under citykärnan till Altona station i stadsdelen Altona. S-Bahnlinjerna S1, S2 och S3, som i likhet med övriga linjer organiseras av Hamburger Verkehrsverbund, går genom tunneln. Sju S-Bahnstationer finns i tunneln, bl.a. de turistorienterade stationerna Landungsbrücken och Reeperbahn. Tunneln kan sägas påminna mer om en tunnelbana än en pendeltågslinje, i och med starka stigningar, låg takhöjd och strömskena istället för kontaktledning.

## Sträcka
Tunneln börjar direkt efter Hamburg Hauptbahnhof där två spår leder från Hamburg-Altona länken (ty. Hamburg-Altonaer Verbindungsbahn) och går under den. Spåren sluttar som mest 39,4 promille och går sedan under konsgjorda sjön Binnenalster till Jungfernstieg station, som är byggd delvis under sjön och vattendraget Kleine Alster. Efter det går linjen sydväst genom centrala staden till Stadthausbrücke station och vidare till knutpunkten Landungsbrücken station. Efter denna station svänger tunneln nordväst med en tunnel under Reeperbahn till Reeperbahn station. Tunneln går vidare till Königstrasse station och når stora regional- och fjärrtågsstationen Altona station från söder. Den underjordiska stationen under Altona station byggdes med fyra spår för S-Bahn-trafiken. Efter denna sist underjordiska station stiger banan som mest med 40,0 promille för att nå marknivå.

## Stationer

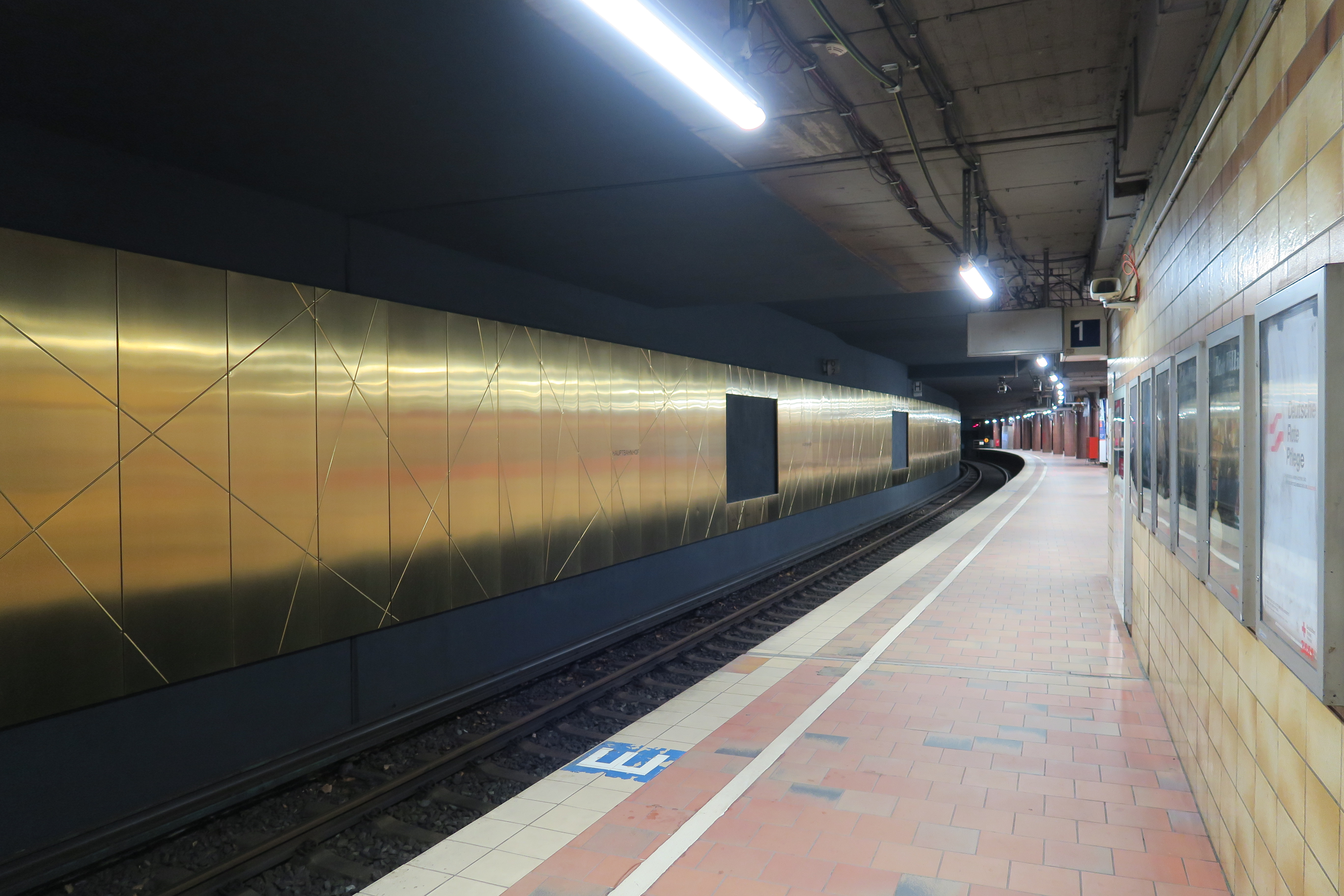
Hamburg Hauptbahnhof
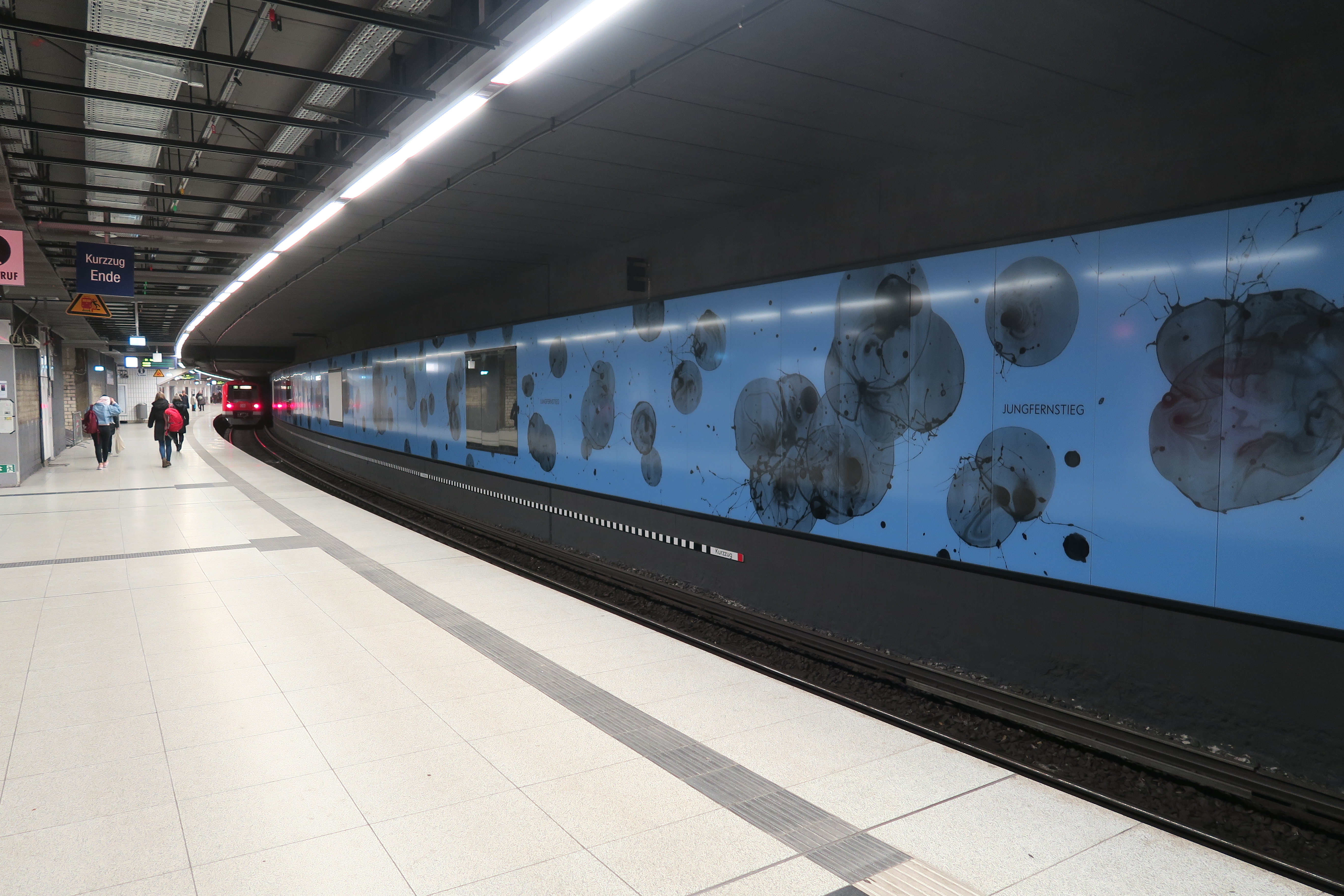
Jungfernstieg
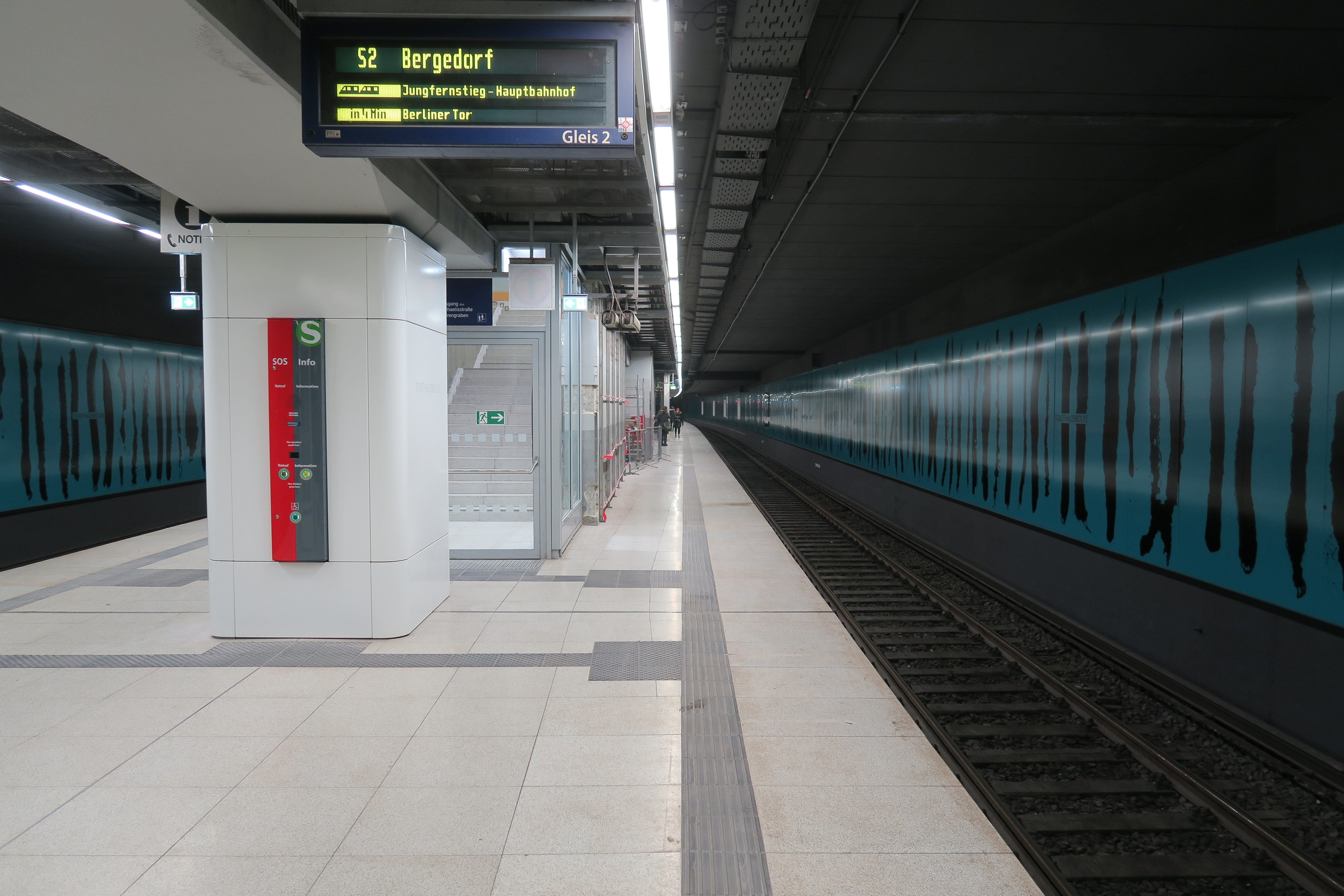
Stadthausbrücke
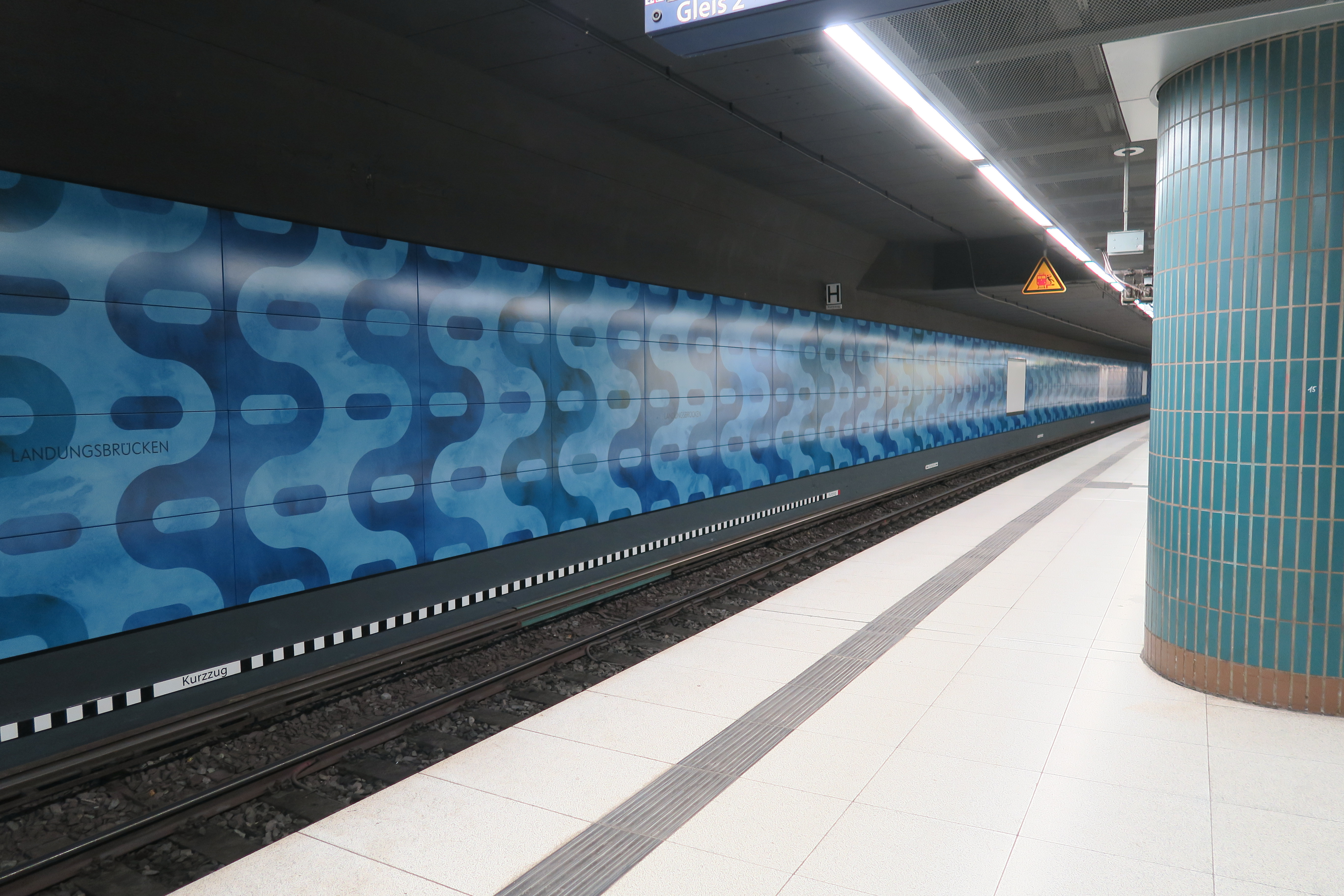
Landungsbrücken
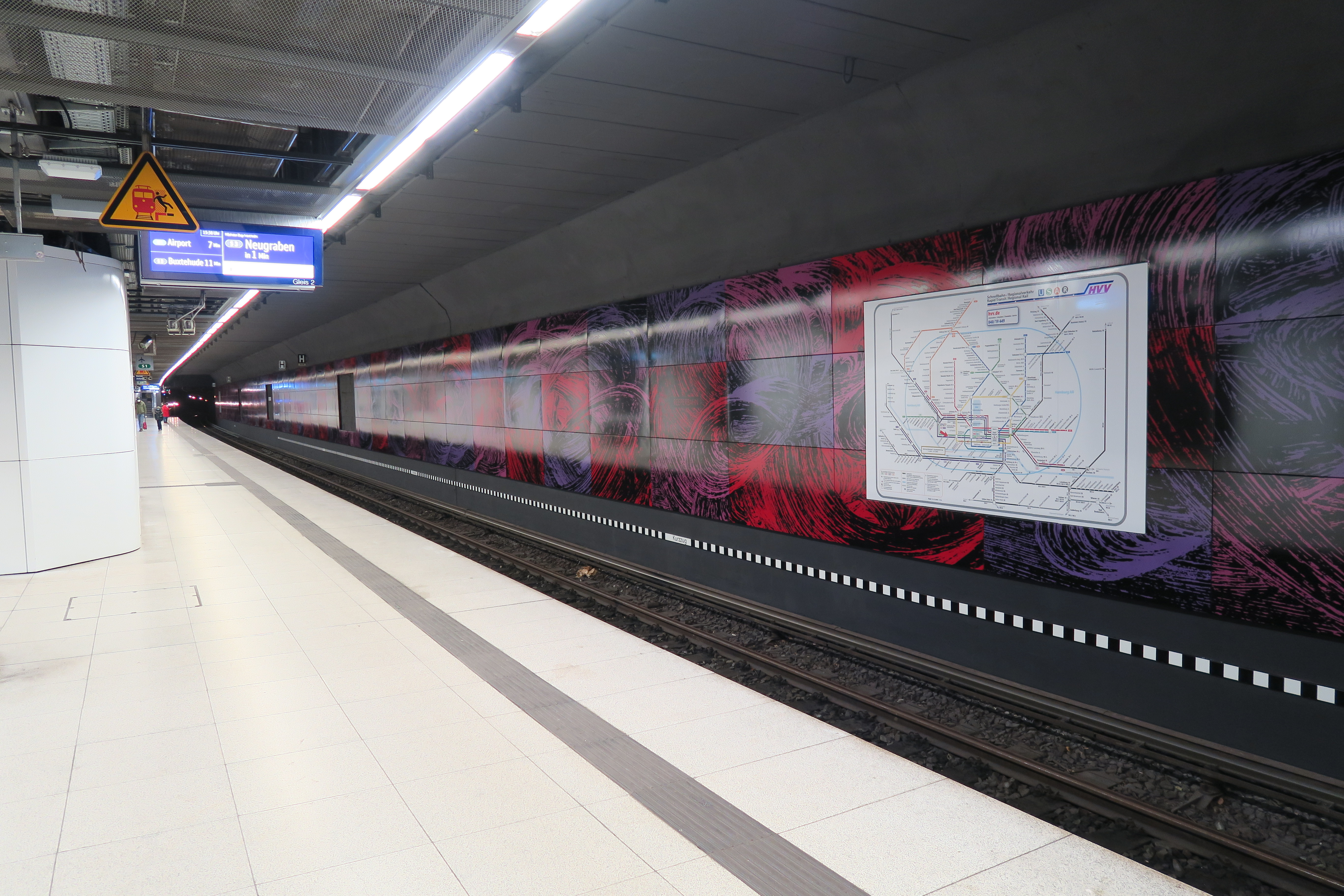
Reeperbahn
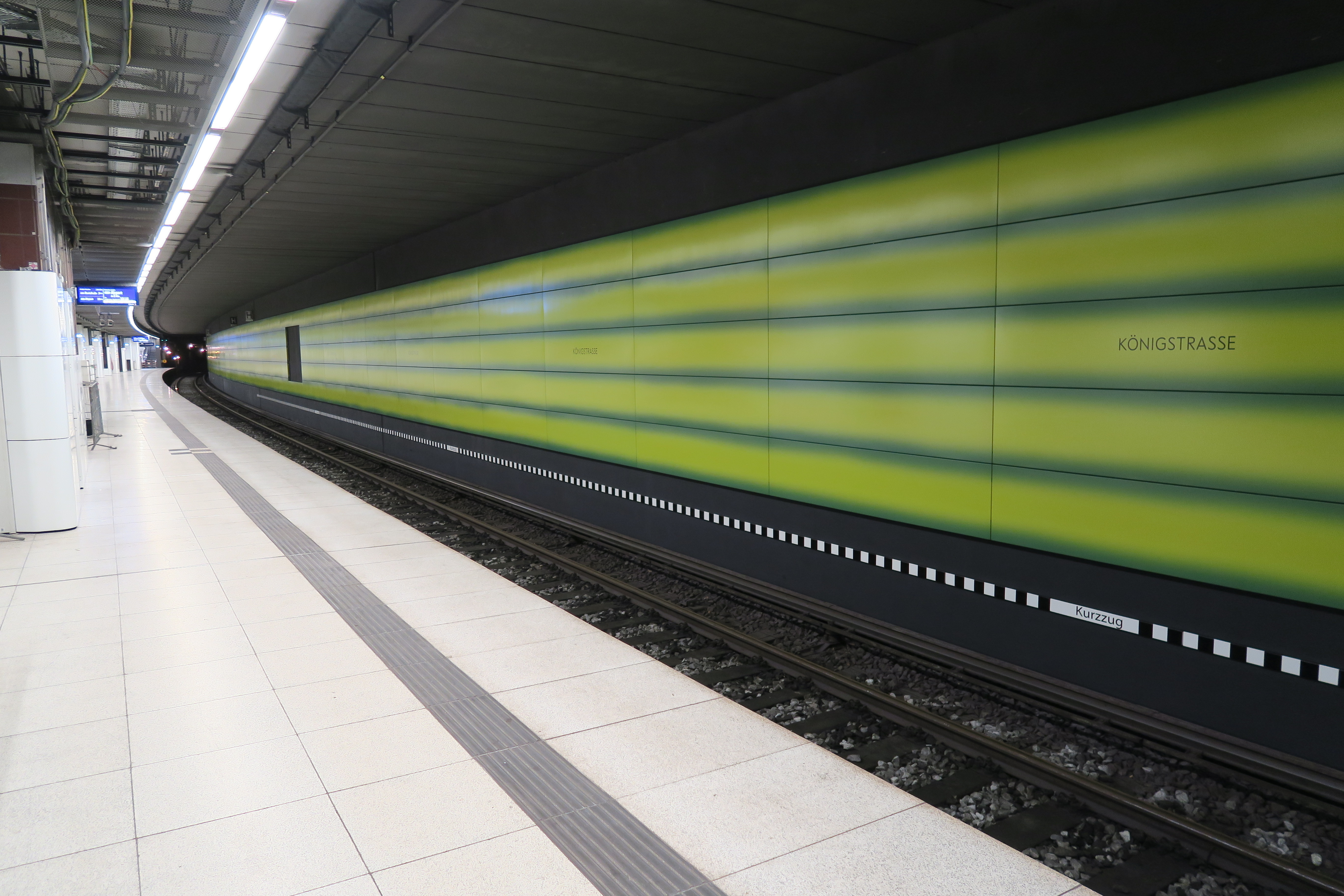
Königstrasse
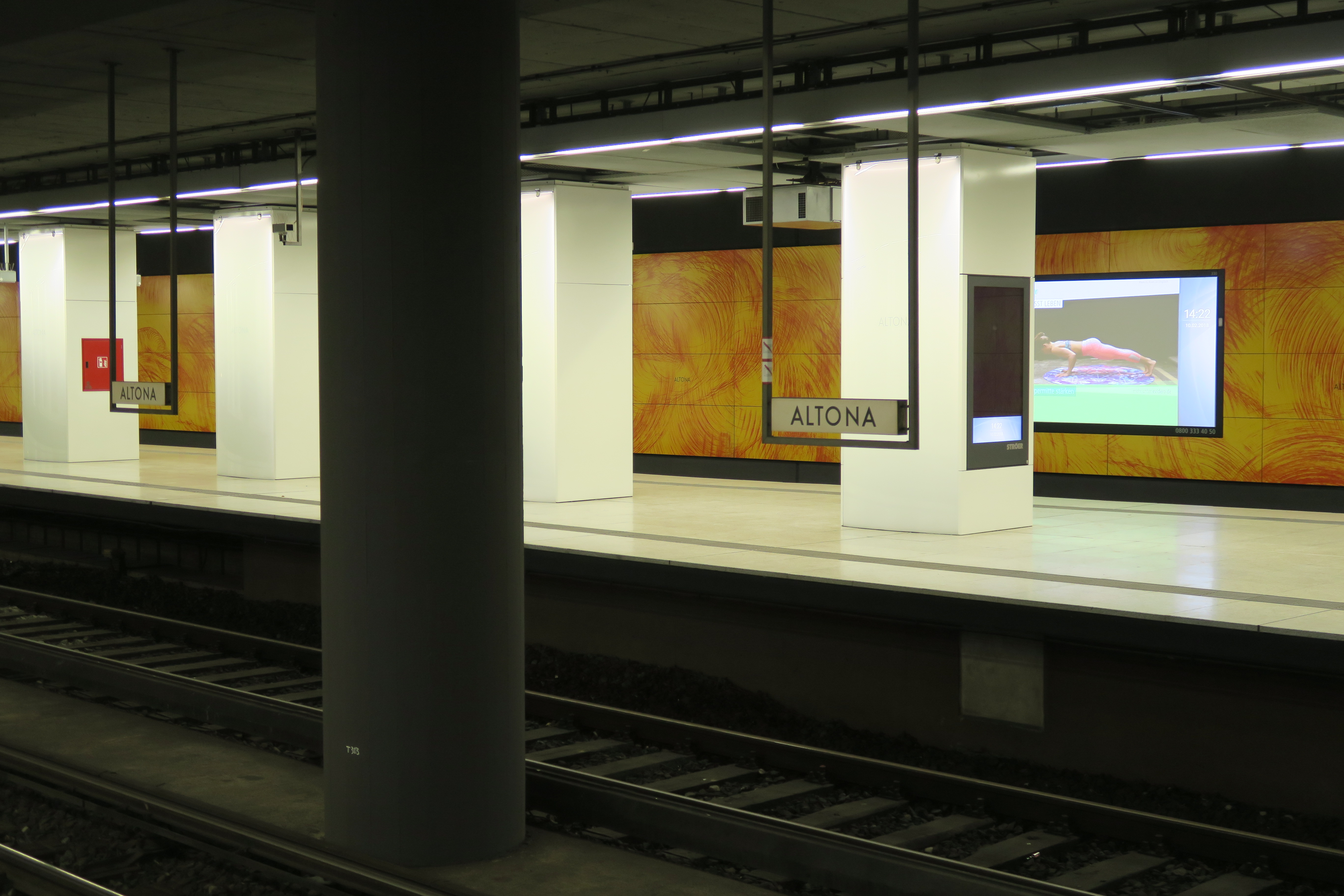
Altona